# Julian Niemczyński
Julian Marian Niemczyński (ur. 9 października 1899 w Warszawie, zm. 4–5 kwietnia 1940 w Katyniu) – polski piłkarz i działacz sportowy związany z Polonią Warszawa, z wykształcenia prawnik, sędzia Sądu Grodzkiego w Krakowie, podporucznik rezerwy piechoty Wojska Polskiego, ofiara zbrodni katyńskiej.

## Życiorys
Julian Marian Niemczyński urodził się 9 października 1899 roku w Warszawie, w rodzinie Leonarda i Eugenii z Gełżyńskich. Weteran I wojny światowej. W Wojsku Polskim służył w Oddziale II Sztabu Ministerstwa Spraw Wojskowych. W barwach Polonii Warszawa występował w pierwszym okresie istnienia klubu, a po zakończeniu kariery sportowej udzielał się jako działacz sportowy. Absolwent Wydziału Prawa Uniwersytetu Warszawskiego z 1925 roku. Podporucznikiem został mianowany ze starszeństwem z dniem 1 lipca 1925 roku w korpusie oficerów rezerwy piechoty. Od 1937 roku piastował stanowisko sędziego Sądu Grodzkiego w Krakowie.
W 1934 roku pozostawał w ewidencji Powiatowej Komendy Uzupełnień Warszawa Miasto III. Posiadał przydział do 10 pułku piechoty w Łowiczu.

W czasie kampanii wrześniowej 1939 roku, po agresji ZSRR na Polskę, w nieznanych okolicznościach dostał się do niewoli sowieckiej. Od kwietnia 1940 przebywał w obozie jenieckim w Kozielsku. 3 kwietnia 1940 został przekazany do dyspozycji naczelnika Zarządu NKWD Obwodu Smoleńskiego – lista wywózkowa bez numeru z 2 kwietnia 1940. Między 4 a 5 kwietnia 1940 zamordowany w Katyniu przez funkcjonariuszy Obwodowego Zarządu NKWD w Smoleńsku oraz pracowników NKWD przybyłych z Moskwy na mocy decyzji Biura Politycznego KC WKP(b) z 5 marca 1940. Ofiary tej zbrodni grzebano w bezimiennych mogiłach zbiorowych, gdzie od 28 lipca 2000 mieści się oficjalnie Polski Cmentarz Wojenny w Katyniu. W miejscu tym prowadzone były ekshumacje i prace archeologiczne, jednak Julian Marian Niemczyński nie został zidentyfikowany. W Archiwum Robla wymieniony bez imienia we wpisie z 3 kwietnia 1940, jako wysłany z obozu w tym dniu, a także wymieniony pod imieniem Juljan i adresem „W-wa Smolna 38” w spisie adresów znalezionych przy szczątkach Józefa Trepiaka (pakiet 0867-05, 07).
5 października 2007 roku Minister Obrony Narodowej Aleksander Szczygło mianował go pośmiertnie do stopnia porucznika. Awans został ogłoszony 10 listopada 2007 roku w Warszawie, w trakcie uroczystości „Katyń Pamiętamy – Uczcijmy Pamięć Bohaterów”.

### Życie prywatne
Julian Niemczyński był żonaty z Zofią z Bieleckich, z którą miał dwie córki: Halinę i Elżbietę.